# Nörder-Kroktjärnen
Nörder-Kroktjärnen är en sjö i Bräcke kommun i Jämtland och ingår i Ljungans huvudavrinningsområde. Sjön har en area på 0,155 kvadratkilometer och ligger 367,2 meter över havet.

## Delavrinningsområde
Nörder-Kroktjärnen ingår i det delavrinningsområde (695750-149651) som SMHI kallar för Inloppet i Räggsjön. Medelhöjden är 400 meter över havet och ytan är 7,36 kvadratkilometer. Det finns ett avrinningsområde uppströms, och räknas det in blir den ackumulerade arean 16,57 kvadratkilometer. Räggån som avvattnar avrinningsområdet har biflödesordning 5, vilket innebär att vattnet flödar genom totalt 5 vattendrag innan det når havet efter 180 kilometer. Avrinningsområdet består mestadels av skog (75 procent) och sankmarker (22 procent). Avrinningsområdet har 0,16 kvadratkilometer vattenytor vilket ger det en sjöprocent på 2,2 procent.